# Sidsel Ben Semmane
Sidsel Ben Semmane (Copenaghen, 9 ottobre 1988) è una cantante danese.
Ha rappresentato la Danimarca all'Eurovision Song Contest 2006 con il brano Twist of Love.

## Biografia
L'11 febbraio 2006 Sidsel Ben Simmane ha partecipato a Dansk Melodi Grand Prix, il programma di selezione per il partecipante eurovisivo per la Danimarca, con il suo inedito Twist of Love. Avendo vinto, ha potuto rappresentare il suo paese all'Eurovision Song Contest 2006 ad Atene. Grazie all'ottimo risultato del rappresentante dell'anno precedente, la Danimarca era qualificata automaticamente per la finale del 20 maggio 2006, nella quale Sidsel è arrivata 18ª su 24 partecipanti con 26 punti. È stata la terza più televotata in Svezia e Islanda, e ha ricevuto punti anche da Norvegia, Finlandia ed Estonia.
A maggio 2006 è uscito il suo album di debutto Where Are My Shoes, che ha raggiunto il 4º posto nella classifica settimanale degli album più venduti in Danimarca.
Dal 2013 canta sotto lo pseudonimo di Miss Lil' Ben, mutato nel 2017 in Sémmane.

## Discografia

### Album
- 2006 – Where Are My Shoes

### Singoli
- 2006 – Twist of Love